# Izusångare
Izusångare (Phylloscopus ijimae) är en fågel i familjen lövsångare inom ordningen tättingar, enbart häckande i en liten ögrupp i Japan.

## Fältkännetecken

### Utseende
Izusångaren är en liten (10-12 cm) men kompakt lövsångare. Ovansidan är lysande olivgrön, undersidan vit med citrongul anstrykning på undergumpen. På huvudet syns ett långt, vitaktigt ögonbrynsstreck, citrongult i mitten, samt en vit ögonring som genomskärs av olivgrönt ögonstreck och dito färgad tygel. Örontäckare och kinder är lätt fläckade. De flesta individer har ett vitaktigt vingband. Ben och fötter är skäraktiga, näbben mörk ovan, gul under. På bröstsidorna och flankerna syns en svag gråaktig anstrykning. 

### Läte
Sången är en kort, silvrig ramsa sui-sui-sui-sui, ibland tvåstavigt su-i-su-i-su-i. Lätet är ett nedåtkrökt hui.

## Utbredning och systematik
Fågeln förekommer endast i Izuöarna (södra Japanska arkipelagen). Vintertid flyttar den till norra Filippinerna. Den behandlas som monotypisk, det vill säga att den inte delas in i några underarter.

### Släktestillhörighet
Izusångaren är nära släkt med östlig kronsångare. DNA-studier visar att dessa arter står närmare ett antal östasiatiska och sydostasiatiska arter än exempelvis lövsångaren och förs därför av vissa till ett annat släkte, Seicercus.

### Familjetillhörighet
Lövsångarna behandlades tidigare som en del av den stora familjen sångare (Sylviidae). Genetiska studier har dock visat att sångarna inte är varandras närmaste släktingar. Istället är de en del av en klad som även omfattar timalior, lärkor, bulbyler, stjärtmesar och svalor. Idag delas därför Sylviidae upp i ett antal familjer, däribland Phylloscopidae. Lövsångarnas närmaste släktingar är familjerna cettior (Cettiidae), stjärtmesar (Aegithalidae) samt den nyligen urskilda afrikanska familjen hylior (Hyliidae).

## Levnadssätt
Izusångaren förekommer huvudsakligen i trädkronor i löv-, bland- och städsegrön subtropisk skog, men även i snåriga buskafe, alsnår och buskmarker nära bebyggelse. Flyttfåglar på Osumihalvön på södra Kyushu har setts i barrskogar på 850-930 meters höjd. Den anländer Izuöarna i slutet av mars eller början av april och flyttar i slutet av september till oktober.

## Status och hot
Izusångaren har ett mycket litet och fragmenterat utbredningsområde. Den lilla världspopulationen på under 10.000 vuxna individer minskar dessutom på grund av habitatförlust, möjligen även fångst under flyttningen och besprutningsmedel. Internationella naturvårdsunionen IUCN kategoriserar därför arten som sårbar.

## Namn
Fågelns vetenskapliga artnamn hedrar Isao Ijima (1861-1921), japansk zoolog, samlare av specimen och japanska ornitologiska föreningens förste president 1912.